# Hexatoma prolixa
Hexatoma prolixa är en tvåvingeart som beskrevs av Alexander 1961. Hexatoma prolixa ingår i släktet Hexatoma och familjen småharkrankar. Inga underarter finns listade i Catalogue of Life.